# Yushania niitakayamensis
Yushania niitakayamensis är en gräsart som först beskrevs av Bunzo Hayata, och fick sitt nu gällande namn av Keng f. Yushania niitakayamensis ingår i släktet yushanior, och familjen gräs. Inga underarter finns listade i Catalogue of Life.